# Kontinental Hockey League 2012-2013
La stagione 2012-2013 è stata la 5ª edizione della Kontinental Hockey League. La stagione regolare prese il via il 4 settembre 2012 con la Kubok Lokomotiva. Nel corso della stagione regolare furono fissati due incontri fra la Dinamo Mosca e lo SKA S. Pietroburgo presso il nuovo Barclays Center di Brooklyn, a New York, il 19 ed il 20 gennaio 2013. Tuttavia nel mese di ottobre l'iniziativa fu annullata. Il salary cap verrà modificato da un tetto flessibile ad uno rigido fissato a 1,1 miliardi di rubli, tuttavia ciascuna franchigia può scaricare il costo dell'ingaggio di un giocatore qualora egli si trasferisca direttamente in NHL e possa essere convocato per la nazionale russa. Il Traktor Čeljabinsk ospitò il KHL All-Star Game presso la Ledovaja arena Traktor il 13 gennaio 2013. La stagione regolare terminò il 17 febbraio 2013, mentre i playoff si conclusero nel mese di aprile.. A conquistare il titolo fu per il secondo anno consecutivo l'OHK Dinamo, la quale trionfò in Gara 6 contro il Traktor Čeljabinsk.

## Squadre partecipanti
- Ak Bars Kazan’
- Amur Chabarovsk
- Atlant Mytišči
- Avangard Omsk
- Avtomobilist
- Barys Astana
- CSKA Mosca
- Dinamo Minsk
- Dinamo Mosca
- Dinamo Riga
- Donbas Donec'k
- Jugra C.-M.
- Lev Praga

- Lok. Jaroslavl’
- Magnitogorsk
- Metallurg Novok.
- Neftechimik
- Salavat Julaev
- Severstal’
- Sibir’ Novosibirsk
- SKA Pietroburgo
- Slovan Bratislava
- Spartak Mosca
- Torpedo N. Novg.
- Traktor Čeljabinsk
- Vitjaz' Čechov

## Pre-season

### Espansione
Dopo il ritiro nel corso della stagione passata della Lokomotiv Jaroslavl' a causa dell'incidente aereo, la formazione di Jaroslavl' ritorna a disputare il campionato con un roster totalmente rinnovato.
L'Hockey Club Lev nel corso dell'estate ha lasciato Poprad per trasferirsi a Praga, in Repubblica Ceca, mentre un'altra squadra slovacca, lo Slovan Bratislava si è unito alla KHL mantenendo il proprio impegno anche nel campionato di Extraliga. In aggiunta l'HK Donbas di Donec'k, Ucraina, si è unito alla lega dopo aver disputato la stagione passata in VHL. Il numero totale della squadre iscritte sale a 26, in rappresentanza di 7 nazioni differenti. Con i nuovi ingressi il CSKA e lo Spartak Mosca si trasferirono nella Divizion Tarasova, mentre il Vitjaz' Čechov passò nella Divizion Bobrova.

### Junior Draft
Il KHL Junior Draft 2012 fu il quarto draft organizzato dalla Kontinental Hockey League, e si tenne il 26 maggio 2012 presso la Ledovaja arena Traktor di Čeljabinsk. Furono selezionato in totale 165 giocatori, e la prima scelta fu il difensore russo Denis Aleksandrov, selezionato dallo SKA S. Pietroburgo.

### Modifiche
Nel corso della stagione regolare ciascuna squadra disputa 52 partite: per due volte, in casa ed in trasferta, verranno affrontate tutte le altre formazioni della lega, mentre le altre due partite verranno giocate contro "rivali" scelte per criterio geografico. Questo si discosta dalle altre stagioni nelle quali erano disputati più spesso incontri fra squadre della stessa divisione. Le otto migliori formazioni di ciascuna Conference accedono ai playoff, disputati al meglio delle sette partite in tutti i turni. La stagione regolare ha termine il 17 febbraio 2013.

## Stagione regolare

### Kubok Lokomotiva
La stagione regolare ha preso il via il 4 settembre 2012 con la quarta edizione della Kubok Lokomotiva fra i finalisti della scorsa stagione, la Dinamo Mosca e l'Avangard Omsk. La partita terminò ai rigori e vide prevalere i campioni in carica della Dinamo Mosca.
| Mosca 4 settembre 2012, ore 19:30 UTC+4 | OHK Dinamo | 3 – 2 (d.t.s.) (0-1; 1-1; 2-2) referto | Avangard Omsk | Olimpijskij Kompleks Lužniki (7.000 spett.) |

### Classifiche
= Qualificata per i playoff,       = Vincitore della Conference,       = Vincitore della Kubok Kontinenta, ( ) = Posizione nella Conference

#### Western Conference
Divizion Bobrova
|    |                       | PG | V  | VOT | SOT | S  | GF  | GS  | PT  |
| -- | --------------------- | -- | -- | --- | --- | -- | --- | --- | --- |
| 1. | SKA Pietroburgo (1)   | 52 | 36 | 2   | 3   | 11 | 182 | 116 | 115 |
| 2. | Dinamo Mosca (3)      | 52 | 27 | 9   | 2   | 14 | 150 | 115 | 101 |
| 3. | Slovan Bratislava (6) | 52 | 17 | 11  | 5   | 19 | 124 | 127 | 78  |
| 4. | Lev Praga (7)         | 52 | 23 | 1   | 5   | 23 | 132 | 133 | 76  |
| 5. | Donbas Donec'k (9)    | 52 | 17 | 7   | 7   | 21 | 134 | 142 | 72  |
| 6. | Vitjaz' Čechov (12)   | 52 | 11 | 7   | 8   | 26 | 119 | 151 | 55  |
| 7. | Dinamo Riga (14)      | 52 | 13 | 4   | 4   | 31 | 109 | 151 | 51  |

Divizion Tarasova
|    |                       | PG | V  | VOT | SOT | S  | GF  | GS  | PT |
| -- | --------------------- | -- | -- | --- | --- | -- | --- | --- | -- |
| 1. | CSKA Mosca (2)        | 52 | 23 | 13  | 1   | 15 | 151 | 109 | 96 |
| 2. | Lok. Jaroslavl’ (4)   | 52 | 24 | 10  | 0   | 18 | 130 | 134 | 92 |
| 3. | Severstal’ (5)        | 52 | 21 | 7   | 8   | 16 | 137 | 117 | 85 |
| 4. | Atlant Mytišči (8)    | 52 | 19 | 4   | 8   | 21 | 137 | 141 | 73 |
| 5. | Dinamo Minsk (10)     | 52 | 18 | 6   | 5   | 23 | 125 | 148 | 71 |
| 6. | Torpedo N. Novg. (11) | 52 | 19 | 2   | 8   | 23 | 142 | 146 | 69 |
| 7. | Spartak Mosca (13)    | 52 | 11 | 6   | 7   | 28 | 106 | 151 | 52 |

#### Eastern Conference
Divizion Charlamova
|    |                        | PG | V  | VOT | SOT | S  | GF  | GS  | PT  |
| -- | ---------------------- | -- | -- | --- | --- | -- | --- | --- | --- |
| 1. | Ak Bars Kazan’ (1)     | 52 | 28 | 6   | 8   | 10 | 157 | 112 | 104 |
| 2. | Traktor Čeljabinsk (3) | 52 | 28 | 3   | 8   | 13 | 152 | 120 | 98  |
| 3. | Magnitogorsk (4)       | 52 | 27 | 0   | 12  | 13 | 167 | 121 | 93  |
| 4. | Neftechimik (8)        | 52 | 17 | 10  | 6   | 19 | 144 | 150 | 77  |
| 5. | Jugra C.-M. (9)        | 52 | 19 | 7   | 3   | 20 | 153 | 163 | 74  |
| 6. | Avtomobilist (12)      | 52 | 7  | 1   | 12  | 32 | 104 | 180 | 35  |

Divizion Černyšëva
|    |                        | PG | V  | VOT | SOT | S  | GF  | GS  | PT  |
| -- | ---------------------- | -- | -- | --- | --- | -- | --- | --- | --- |
| 1. | Avangard Omsk (2)      | 52 | 26 | 9   | 6   | 11 | 149 | 121 | 102 |
| 2. | Salavat Julaev (5)     | 52 | 24 | 5   | 6   | 17 | 148 | 140 | 88  |
| 3. | Barys Astana (6)       | 52 | 23 | 5   | 6   | 18 | 175 | 161 | 85  |
| 4. | Sibir’ Novosibirsk (7) | 52 | 21 | 7   | 7   | 17 | 124 | 119 | 84  |
| 5. | Metallurg Novok. (10)  | 52 | 15 | 4   | 5   | 28 | 132 | 177 | 58  |
| 6. | Amur Chabarovsk (11)   | 52 | 11 | 5   | 1   | 35 | 115 | 167 | 44  |

### Statistiche

#### Classifica marcatori
La seguente lista elenca i migliori marcatori al termine della stagione regolare.

| Giocatore           | Squadra            | PG | G  | A  | Pt | +/- | MP |
| ------------------- | ------------------ | -- | -- | -- | -- | --- | -- |
| Sergej Mozjakin     | Magnitogorsk       | 48 | 35 | 41 | 76 | +21 | 6  |
| Aleksandr Radulov   | CSKA Mosca         | 48 | 22 | 46 | 68 | +12 | 86 |
| Evgenij Malkin      | Magnitogorsk       | 37 | 23 | 42 | 65 | +23 | 58 |
| Patrick Thoresen    | SKA Pietroburgo    | 52 | 21 | 30 | 51 | +17 | 49 |
| Jori Lehterä        | Sibir’ Novosibirsk | 52 | 17 | 31 | 48 | +15 | 33 |
| Evgenij Kuznecov    | Traktor Čeljabinsk | 51 | 19 | 25 | 44 | -1  | 42 |
| Dmitrij Kagarlickij | Donbas Donec'k     | 51 | 14 | 30 | 44 | -5  | 12 |
| Michail Varnakov    | Torpedo N. Novg.   | 51 | 22 | 21 | 43 | +9  | 62 |
| Nikolaj Žerdev      | Atlant Mytišči     | 50 | 15 | 28 | 43 | -7  | 29 |
| Dmitrij Makarov     | Torpedo N. Novg.   | 52 | 13 | 30 | 43 | -2  | 14 |

#### Classifica portieri
La seguente lista elenca i migliori portieri al termine della stagione regolare.

| Giocatore          | Squadra         | PG | Min     | V  | S | OTS | GS | SO | Sv%  | MGS  |
| ------------------ | --------------- | -- | ------- | -- | - | --- | -- | -- | ---- | ---- |
| Rastislav Staňa    | CSKA Mosca      | 34 | 1944:58 | 18 | 6 | 2   | 57 | 4  | .934 | 1.76 |
| Lars Haugen        | Dinamo Minsk    | 22 | 1289:29 | 13 | 7 | 1   | 39 | 2  | .932 | 1.81 |
| Aleksandr Erëmenko | Dinamo Mosca    | 30 | 1783:44 | 17 | 7 | 6   | 55 | 5  | .931 | 1.85 |
| Stanislav Galimov  | Atlant Mytišči  | 25 | 1389:58 | 14 | 6 | 3   | 45 | 4  | .943 | 1.94 |
| Sergej Bobrovskij  | SKA Pietroburgo | 24 | 1419:36 | 18 | 3 | 2   | 46 | 4  | .932 | 1.94 |

## Kubok Nadeždy
Il 22 gennaio 2013 Aleksandr Medvedev annunciò ufficialmente l'istituzione di un nuovo torneo denominato "Coppa della Speranza" (in russo "Кубок Надежды" "Kubok Nadeždy"), in concomitanza dei playoff. Vi partecipano sei formazioni della Western Conference e quattro della Eastern Conference escluse dalla corsa ai playoff; in palio oltre a un premio in denaro c'è la possibilità di conquistare il diritto alla prima scelta assoluta nel KHL Junior Draft successivo. Il nuovo torneo è stato concepito per allungare la stagione e mantenere alto l'interesse nei confronti del gioco per gli spettatori e i tifosi in vista del torneo olimpico di Soči 2014.
Turno preliminare
- Dinamo Riga vs Torpedo Nižnij Novgorod (4-1, 3-4, Riga vince all'overtime)
- Spartak Mosca vs Vitjaz' Čechov (2-2, 1-0)

|  | Quarti di finale | Quarti di finale | Quarti di finale |                 |              | Semifinali   | Semifinali | Semifinali |  |  | Finale | Finale | Finale |  |
|  |                  |                  |                  |                 |              |              |            |            |  |  |        |        |        |  |
|  | Dinamo Riga      | Dinamo Riga      | 2                |                 |              |              |            |            |  |  |        |        |        |  |
|  | Dinamo Riga      | Dinamo Riga      | 2                |                 |              |              |            |            |  |  |        |        |        |  |
|  | Donbas Donec'k   | Donbas Donec'k   | 2                |                 |              |              |            |            |  |  |        |        |        |  |
|  | Donbas Donec'k   | Donbas Donec'k   | 2                |                 | Dinamo Riga  | Dinamo Riga  | 3          |            |  |  |        |        |        |  |
|  |                  |                  |                  |                 | Dinamo Riga  | Dinamo Riga  | 3          |            |  |  |        |        |        |  |
|  |                  |                  | Dinamo Minsk     | Dinamo Minsk    | 0            |              |            |            |  |  |        |        |        |  |
|  | Spartak Mosca    | Spartak Mosca    | Dinamo Minsk     | Dinamo Minsk    | 0            | 0            |            |            |  |  |        |        |        |  |
|  | Spartak Mosca    | Spartak Mosca    |                  |                 |              |              |            |            |  |  |        |        |        |  |
|  | Dinamo Minsk     | Dinamo Minsk     | 3                |                 |              |              |            |            |  |  |        |        |        |  |
|  | Dinamo Minsk     | Dinamo Minsk     | 3                |                 | Dinamo Riga  | Dinamo Riga  | 3          |            |  |  |        |        |        |  |
|  |                  |                  |                  |                 |              |              |            |            |  |  |        |        |        |  |
|  |                  |                  | Amur Chabarovsk  | Amur Chabarovsk | 1            |              |            |            |  |  |        |        |        |  |
|  | Avtomobilist     | Avtomobilist     | Amur Chabarovsk  | Amur Chabarovsk | 1            | 2            |            |            |  |  |        |        |        |  |
|  | Avtomobilist     | Avtomobilist     |                  |                 |              |              |            |            |  |  |        |        |        |  |
|  | Jugra C.-M.      | Jugra C.-M.      | 2                |                 |              |              |            |            |  |  |        |        |        |  |
|  | Jugra C.-M.      | Jugra C.-M.      | 2                |                 | Avtomobilist | Avtomobilist | 2          |            |  |  |        |        |        |  |
|  |                  |                  |                  |                 | Avtomobilist | Avtomobilist | 2          |            |  |  |        |        |        |  |
|  |                  |                  | Amur Chabarovsk  | Amur Chabarovsk | 2            |              |            |            |  |  |        |        |        |  |
|  | Amur Chabarovsk  | Amur Chabarovsk  | Amur Chabarovsk  | Amur Chabarovsk | 2            | 3            |            |            |  |  |        |        |        |  |
|  | Amur Chabarovsk  | Amur Chabarovsk  |                  |                 |              |              |            |            |  |  |        |        |        |  |
|  | Metallurg Novok. | Metallurg Novok. | 1                |                 |              |              |            |            |  |  |        |        |        |  |

## Playoff

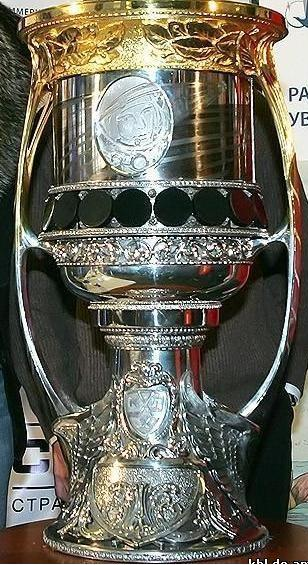
Il trofeo della Kubok Gagarina

Al termine della stagione regolare le migliori 16 squadre del campionato si qualificarono per i playoff. Lo SKA San Pietroburgo si aggiudicò la Kubok Kontinenta avendo ottenuto il miglior record della lega con 115 punti. I campioni di ciascuna Divizion conservarono il proprio ranking per l'intera durata dei playoff, mentre le altre squadre furono ricollocate nella graduatoria dopo il primo turno.

### Tabellone playoff
In ciascun turno la squadra con il ranking più alto si sfidò con quella dal posizionamento più basso, usufruendo anche del vantaggio del fattore campo. Nella finale della Coppa Gagarin il fattore campo fu determinato dai punti ottenuti in stagione regolare dalle due squadre. Ciascuna serie, al meglio delle sette gare, seguì il formato 2–2–1–1–1: la squadra migliore in stagione regolare avrebbe disputato in casa Gara-1 e 2, (se necessario anche Gara-5 e 7), mentre quella posizionata peggio avrebbe giocato nel proprio palazzetto Gara-3 e 4 (se necessario anche Gara-6). I playoff iniziarono a partire dal 20 febbraio 2013.
|  | Quarti di finale Conference | Quarti di finale Conference                      | Quarti di finale Conference |   |                    | Semifinali Conference | Semifinali Conference | Semifinali Conference |                    |                    | Finali Conference  | Finali Conference  | Finali Conference  |  |  | Finale Coppa Gagarin | Finale Coppa Gagarin | Finale Coppa Gagarin |
|  |                             |                                                  |                             |   |                    |                       |                       |                       |                    |                    |                    |                    |                    |  |  |                      |                      |                      |
|  | 1                           | Ak Bars Kazan'                                   | 4                           |   |                    | 1                     | Ak Bars Kazan'        | 4                     |                    |                    |                    |                    |                    |  |  |                      |                      |                      |
|  | 8                           | Neftechimik                                      | 0                           |   |                    | 5                     | Salavat Julaev        | 3                     |                    |                    |                    |                    |                    |  |  |                      |                      |                      |
|  |                             |                                                  |                             |   |                    |                       |                       |                       |                    |                    |                    |                    |                    |  |  |                      |                      |                      |
|  | 2                           | Avangard Omsk                                    | 4                           |   |                    |                       |                       |                       | Eastern Conference | Eastern Conference | Eastern Conference | Eastern Conference | Eastern Conference |  |  |                      |                      |                      |
|  | 2                           | Avangard Omsk                                    | 4                           |   |                    |                       |                       |                       | Eastern Conference | Eastern Conference | Eastern Conference | Eastern Conference | Eastern Conference |  |  |                      |                      |                      |
|  | 7                           | Sibir' Novosibirsk                               | 3                           |   |                    |                       |                       |                       |                    |                    |                    |                    |                    |  |  |                      |                      |                      |
|  | 7                           | Sibir' Novosibirsk                               | 3                           |   |                    |                       |                       |                       |                    | 1                  | Ak Bars Kazan'     | 3                  |                    |  |  |                      |                      |                      |
|  |                             |                                                  |                             |   |                    |                       |                       |                       |                    | 1                  | Ak Bars Kazan'     | 3                  |                    |  |  |                      |                      |                      |
|  |                             | 3                                                | Traktor Čeljabinsk          | 4 |                    |                       |                       |                       |                    |                    |                    |                    |                    |  |  |                      |                      |                      |
|  | 3                           | 3                                                | Traktor Čeljabinsk          | 4 | Traktor Čeljabinsk | 4                     |                       |                       |                    |                    |                    |                    |                    |  |  |                      |                      |                      |
|  | 3                           |                                                  |                             |   | Traktor Čeljabinsk | 4                     |                       |                       |                    |                    |                    |                    |                    |  |  |                      |                      |                      |
|  | 6                           | Barys Astana                                     | 3                           |   |                    |                       |                       |                       |                    |                    |                    |                    |                    |  |  |                      |                      |                      |
|  | 6                           | Barys Astana                                     | 3                           |   |                    |                       |                       |                       |                    |                    |                    |                    |                    |  |  |                      |                      |                      |
|  |                             |                                                  |                             |   |                    |                       |                       |                       |                    |                    |                    |                    |                    |  |  |                      |                      |                      |
|  |                             |                                                  |                             |   |                    |                       |                       |                       |                    |                    |                    |                    |                    |  |  |                      |                      |                      |
|  | 4                           | Metallurg Magnitogorsk                           | 3                           |   | 2                  | Avangard Omsk         | 1                     |                       |                    |                    |                    |                    |                    |  |  |                      |                      |                      |
|  | 4                           | Metallurg Magnitogorsk                           | 3                           |   | 2                  | Avangard Omsk         | 1                     |                       |                    |                    |                    |                    |                    |  |  |                      |                      |                      |
|  | 5                           | Salavat Julaev                                   | 4                           |   |                    | 3                     | Traktor Čeljabinsk    | 4                     |                    |                    |                    |                    |                    |  |  |                      |                      |                      |
|  | 5                           | Salavat Julaev                                   | 4                           |   |                    |                       |                       |                       |                    | 3                  | Traktor Čeljabinsk | 2                  |                    |  |  |                      |                      |                      |
|  |                             | (Accoppiamenti ristabiliti dopo il primo turno.) |                             |   |                    |                       |                       |                       |                    | 3                  | Traktor Čeljabinsk | 2                  |                    |  |  |                      |                      |                      |
|  |                             | 3                                                | OHK Dinamo                  | 4 |                    |                       |                       |                       |                    |                    |                    |                    |                    |  |  |                      |                      |                      |
|  | 1                           | 3                                                | OHK Dinamo                  | 4 | SKA S. Pietroburgo | 4                     |                       |                       | 1                  | SKA S. Pietroburgo | 4                  |                    |                    |  |  |                      |                      |                      |
|  | 1                           |                                                  |                             |   | SKA S. Pietroburgo | 4                     |                       |                       | 1                  | SKA S. Pietroburgo | 4                  |                    |                    |  |  |                      |                      |                      |
|  | 8                           | Atlant Mytišči                                   | 1                           |   |                    | 5                     | Severstal' Čerepovec  | 0                     |                    |                    |                    |                    |                    |  |  |                      |                      |                      |
|  | 8                           | Atlant Mytišči                                   | 1                           |   |                    | 5                     | Severstal' Čerepovec  | 0                     |                    |                    |                    |                    |                    |  |  |                      |                      |                      |
|  |                             |                                                  |                             |   |                    |                       |                       |                       |                    |                    |                    |                    |                    |  |  |                      |                      |                      |
|  | 2                           | CSKA Mosca                                       | 4                           |   |                    |                       |                       |                       |                    |                    |                    |                    |                    |  |  |                      |                      |                      |
|  | 2                           | CSKA Mosca                                       | 4                           |   |                    |                       |                       |                       |                    |                    |                    |                    |                    |  |  |                      |                      |                      |
|  | 7                           | Lev Praga                                        | 0                           |   |                    |                       |                       |                       |                    |                    |                    |                    |                    |  |  |                      |                      |                      |
|  | 7                           | Lev Praga                                        | 0                           |   |                    |                       |                       |                       | 1                  | SKA S. Pietroburgo | 2                  |                    |                    |  |  |                      |                      |                      |
|  |                             |                                                  |                             |   |                    |                       |                       |                       | 1                  | SKA S. Pietroburgo | 2                  |                    |                    |  |  |                      |                      |                      |
|  |                             | 3                                                | OHK Dinamo                  | 4 |                    |                       |                       |                       |                    |                    |                    |                    |                    |  |  |                      |                      |                      |
|  | 3                           | 3                                                | OHK Dinamo                  | 4 | OHK Dinamo         | 4                     |                       |                       |                    |                    |                    |                    |                    |  |  |                      |                      |                      |
|  | 3                           |                                                  |                             |   | OHK Dinamo         | 4                     |                       |                       |                    |                    |                    |                    |                    |  |  |                      |                      |                      |
|  | 6                           | Slovan Bratislava                                | 0                           |   |                    |                       |                       |                       |                    |                    | Western Conference | Western Conference | Western Conference |  |  |                      |                      |                      |
|  | 6                           | Slovan Bratislava                                | 0                           |   |                    |                       |                       |                       |                    |                    | Western Conference | Western Conference | Western Conference |  |  |                      |                      |                      |
|  |                             |                                                  |                             |   |                    |                       |                       |                       |                    |                    |                    |                    |                    |  |  |                      |                      |                      |
|  | 4                           | Lokomotiv Jaroslavl'                             | 2                           |   | 2                  | CSKA Mosca            | 1                     |                       |                    |                    |                    |                    |                    |  |  |                      |                      |                      |
|  | 4                           | Lokomotiv Jaroslavl'                             | 2                           |   | 2                  | CSKA Mosca            | 1                     |                       |                    |                    |                    |                    |                    |  |  |                      |                      |                      |
|  | 5                           | Severstal' Čerepovec                             | 4                           |   |                    | 3                     | OHK Dinamo            | 4                     |                    |                    |                    |                    |                    |  |  |                      |                      |                      |

### Coppa Gagarin
La finale della Coppa Gagarin 2013 è stata una serie al meglio delle sette gare che ha determinato il campione della Kontinental Hockey League per la stagione 2012-13. A contendersi il titolo della Kubok Gagarina vi sono stati i campioni in carica dell'OHK Dinamo, vincitore della Western Conference, mentre per la prima volta giunse in finale il Traktor Čeljabinsk, vincitore della Eastern Conference. Al termine della serie l'OHK Dinamo ha vinto la seconda Coppa Gagarin della sua storia.

#### Serie
| Mosca 7 aprile 2013, ore 17:00 UTC+4 | OHK Dinamo | 2 – 1 (1-0; 1-0; 0-1) referto | Traktor Čeljabinsk | Olimpijskij Kompleks Lužniki (8.098 spett.) |

| Mosca 8 aprile 2013, ore 19:30 UTC+4 | OHK Dinamo | 3 – 2 (1-1; 0-1; 2-0) referto | Traktor Čeljabinsk | Olimpijskij Kompleks Lužniki (8.341 spett.) |

| Čeljabinsk 11 aprile 2013, ore 17:00 UTC+6 | Traktor Čeljabinsk | 3 – 1 (0-0; 2-0; 1-1) referto | OHK Dinamo | Ledovaja arena Traktor (7.500 spett.) |

| Čeljabinsk 12 aprile 2013, ore 17:00 UTC+6 | Traktor Čeljabinsk | 0 – 1 (0-0; 0-1; 0-0) referto | OHK Dinamo | Ledovaja arena Traktor (7.500 spett.) |

| Mosca 15 aprile 2013, ore 17:00 UTC+4 | OHK Dinamo | 3 – 4 (0-3; 3-0; 0-1) referto | Traktor Čeljabinsk | Olimpijskij Kompleks Lužniki (8.413 spett.) |

| Čeljabinsk 17 aprile 2013, ore 19:00 UTC+6 | Traktor Čeljabinsk | 2 – 3 (d.t.s.) (1-0; 0-2; 1-0) referto | OHK Dinamo | Ledovaja arena Traktor (7.500 spett.) |

## Classifica finale
| Pos. | Squadra            |
| ---- | ------------------ |
| 1    | Dinamo Mosca       |
| 2    | Traktor Čeljabinsk |
| 3    | SKA Pietroburgo    |
| 4    | Ak Bars Kazan’     |
| 5    | Salavat Julaev     |
| 6    | Avangard Omsk      |
| 7    | CSKA Mosca         |
| 8    | Severstal’         |
| 9    | Magnitogorsk       |
| 10   | Lok. Jaroslavl’    |
| 11   | Barys Astana       |
| 12   | Sibir’ Novosibirsk |
| 13   | Slovan Bratislava  |
| 14   | Neftechimik        |
| 15   | Lev Praga          |
| 16   | Atlant Mytišči     |
| 17   | Jugra C.-M.        |
| 18   | Donbas Donec'k     |
| 19   | Dinamo Minsk       |
| 20   | Torpedo N. Novg.   |
| 21   | Metallurg Novok.   |
| 22   | Vitjaz' Čechov     |
| 23   | Spartak Mosca      |
| 24   | Dinamo Riga        |
| 25   | Amur Chabarovsk    |
| 26   | Avtomobilist       |

### Premi KHL
Il 22 maggio 2013 la KHL tenne la cerimonia di premiazione per la stagione 2012-2013. Furono distribuiti in totale 20 diversi premi attribuiti a squadre, giocatori e dirigenti.
| Trofeo Golden Hockey Stick (MVP stagione regolare) | Sergej Mozjakin (Magnitogorsk) |
| Miglior allenatore                                 | Oļegs Znaroks (OHK Dinamo)     |
| Premio Aleksej Čerepanov (miglior rookie)          | Valerij Ničuškin (Traktor)     |

### KHL All-Star Team
| Attacco:  | Aleksandr Radulov - Viktor Tichonov - Sergej Mozjakin |
| Difesa:   | Il'ja Nikulin - Il'ja Gorochov                        |
| Portiere: | Aleksandr Erëmenko                                    |

### Giocatori del mese
| Mese      | Portiere                     | Difensore                    | Attaccante                    | Rookie                            |
| --------- | ---------------------------- | ---------------------------- | ----------------------------- | --------------------------------- |
| Settembre | Konstantin Barulin (Kazan')  | Evgenij Medvedev (Kazan')    | Jori Lehterä (Sibir)          | Daniil Apal'kov (Lokomotiv)       |
| Ottobre   | Aleksandr Erëmenko (OHK)     | Anton Belov (Avangard)       | Il'ja Koval'čuk (SKA)         | Nail' Jakupov (Neftekhimik)       |
| Novembre  | Rastislav Staňa (CSKA)       | Victor Hedman (Barys)        | Artëm Anisimov (Lokomotiv)    | Viktor Antipin (Magnitogorsk)     |
| Dicembre  | Karri Rämö (Avangard)        | Sergej Gončar (Magnitogorsk) | Evgenij Malkin (Magnitogorsk) | Aleksandr Šaryčenkov (OHK Dinamo) |
| Gennaio   | Vasilij Košečkin (Severstal) | Dmitrij Kalinin (SKA)        | Igor' Skorochodov (Jugra)     | Valerij Ničuškin (Traktor)        |
| Febbraio  | Vasilij Košečkin (Severstal) | Jakov Rylov (CSKA)           | Michail Varnakov (SKA)        | Valerij Ničuškin (Traktor)        |
| Marzo     | Michael Garnett (Traktor)    | Dominik Graňák (OHK)         | Viktor Tichonov (SKA)         | Valerij Ničuškin (Traktor)        |